# 玉井里英
玉井 里英（たまい りえ、1987年5月22日 - ）は、大阪府出身の元バスケットボール選手である。ニックネームは「リエ」。ポジションはガードフォワード。

## 来歴
大阪薫英女学院高校から、大阪人間科学大学を経て2010年、日本航空に入社。
日本航空廃部とともに、チーム譲渡先である新潟アルビレックスBBラビッツに移籍。
2012年現役引退。
現在は、大阪産業大学にてバスケットボール部の指導にあたる。

## 経歴
- 大阪薫英女学院高校 - 大阪人間科学大学 - 日本航空（2010年〜2011年）- 新潟アルビレックスBBラビッツ（2011年〜2012年）